# گروه رسانه‌ای های‌مارکت
گروه رسانه‌ای های‌مارکت (انگلیسی: Haymarket Media Group) یک شرکت سهامی خاص واقع در لندن است. مجله اتوموبیل  که جزو نخسیتن مجلات خودرویی جهان محسوب میشود و چاپ آن از اواخر قرن نوزده آغاز شده توسط زیرمجموعه های این شرکت به چاپ میرسد.